# カットスルー交換
カットスルー交換（英: Cut-through switching）とは、パケット通信網の交換方法の一種であり、パケット全体を受信し終わる前に、送信先アドレスを解析すると同時に転送を開始する手法である。これにより交換装置におけるレイテンシを低減するが、信頼性は低下する。
イーサネットのようなパケット交換網では、純粋なカットスルー交換が行われるのは、交換装置に入ってくる速度よりも出て行く速度が遅い（あるいは等しい）場合に限られる。
カットスルー・ルーティングが普通に行われない主な理由は、バックログのキューイングのためである。
カットスルー・ルーティングはATMネットワークを使ったIPネットワークの重要な機能の一つとなっている。これによりATMネットワークのエッジ・ルーターではセル交換方式を採用し、低レイテンシを実現している。リンク自体が高速であれば、そもそもレイテンシも小さくなるので、これは問題ではなくなる。
カットスルー交換は InfiniBand ネットワークでも非常に一般的である。これは InfiniBand がスーパーコンピュータのクラスターなどのレイテンシが最重要課題とされる環境で使われることが多いためである。